# Variaties voor strijkkwartet
Variaties voor strijkkwartet is een compositie van Alfred Schnittke.
Schnittke schreef van 1966 tot 1989 vier genummerde strijkkwartetten. In de daarop volgende jaren stokte het componeren binnen dat genre. Toch werd een van zijn laatste composities wederom een werk voor de combinatie twee violen, altviool en cello. Schnittke kon in zijn laatste levensjaren nauwelijks meer noten op papier krijgen. Hij was getroffen door diverse herseninfarcten en zijn rechterhand was verlamd. Zijn Symfonie nr. 9 haalde nog wel de buitenwereld, maar de Variaties voor strijkkwartet werden slechts teruggevonden bij het opruimen van zijn woning in Hamburg.
Schnittke was tot inzicht gekomen, dat zijn muziek aanmerkelijk versimpeld moest worden. Het werk bestaat uit op- en neergaande toonladders.